# Liste des camps romains d'Astérix le Gaulois
Cette page recense les camps romains représentés dans les épisodes de la bande dessinée Astérix.

## Camps romains situés enArmorique
Dans les aventures d'Astérix, quatre camps entourent le village gaulois. Comme pour les personnages, leurs noms sont des jeux de mots, mais pour eux ce sont des noms se terminant en -um.

### Aquarium
Aquarium (aquarium) se situe au sud-ouest du village d'après la carte, plus précisément au bord de la mer (comme c'est visible dans La Galère d'Obélix).
Ce camp et ses occupants apparaissent dans les épisodes suivants :
- Astérix chez les Bretons (seulement cité)
- Astérix aux Jeux olympiques
- La Zizanie
- Le Domaine des dieux
- La Rose et le Glaive
- La Galère d'Obélix

### Babaorum
Babaorum (jeu de mots avec baba au rhum) se situe au sud du village d'après la carte.
Ce camp et ses occupants apparaissent dans les épisodes suivants :
- Le Combat des chefs
- Astérix en Hispanie
- Astérix en Corse
- Obélix et Compagnie
- Le Papyrus de César

### Laudanum
Laudanum (laudanum) se situe au sud-est du village d'après la carte.
Le camp le moins utilisé des quatre qui entourent le village gaulois. Les seules histoires où ce camp et ses occupants apparaissent sont Le Cadeau de César et Astérix chez les Belges.

### Petibonum
Petibonum (jeu de mots avec la locution petit bonhomme) se situe à l'est du village d'après la carte.
Ce camp et ses occupants apparaissent dans les épisodes suivants :
- Astérix le Gaulois
- Astérix gladiateur
- Le Tour de Gaule d'Astérix
- Astérix et le Chaudron
- Le Devin
- Le film Astérix et Obélix contre César

## Camps romains situés en Corse
L'album Astérix en Corse est le seul qui ne présente pas le village sur la page d'introduction mais bien l'île de Corse entourée de ses nombreux camps retranchés romains :
- Factotum (Factotum)
- Regiotonum (régie autonome)
- Axium (axiome)
- Hum (homme, ou un hommage à Fred)
- Oncletum (Oncle Tom)
- Vanitasvanitatum (vanitas vanitatum : vanité des vanités)
- Formelmonum (formez le monôme) situé près de L'Île-Rousse
- Derbidepsum (Derby d'Epsom) situé près d'Algajola
- Harmonium (harmonium) situé près de Calvi
- Pensum (pensum)
- Cemonum (c'est mon homme) situé près de Galeria
- Chouingum (chewing-gum)
- Mariapacum (Maria Pacôme) situé près de Porto
- Calcium (calcium)
- Metronum (métronome) situé près de Cargèse
- Linoleum (linoléum) situé près de Sagone
- Balatum (Balatum)
- Opossum (opossum)
- Maximum, situé près d'Ajaccio
- Minimum
- Unpeudecorum (un peu de decorum)
- Sivispacemparabellum (si vis pacem, para bellum : si tu veux la paix, prépare la guerre) ouest, situé près de Propriano
- Sivispacemparabellum est
- Sternum (sternum)
- Capharnaum (capharnaüm)
- Referendum (référendum)
- Jolimum (Jolie môme)
- Sæculassæculorum (saecula saeculorum : pour les siècles des siècles) situé près de Bonifacio
- Sodium (sodium)
- Desideratum (desideratum)
- Aluminium (aluminium)
- Incaudavenenum (in cauda venenum : dans la queue le venin)
- Memorandum (memorandum)
- Colonnevendum (colonne Vendôme)
- Mercurocrum (mercurochrome)
- Tedeum (Te Deum)
- Album (album)
- Shalum (shalom)
- Ouelcum (welcome)
- Labegum (la Bégum)
- Podium (podium)
- Auditorium (auditorium)
- Ultimatum (ultimatum)
- Tartopum (tarte aux pommes)
- Postcriptum (post-scriptum)
- Geranium (géranium)